# DB Netze

Logo von DB Netze

DB Netze ist eine ehemalige Konzernmarke der Deutschen Bahn, die für die Infrastrukturunternehmen DB Netz, DB Station&Service und DB Energie genutzt wurde. Mit der Fusion der DB Netz mit DB Station&Service zur DB InfraGO wurde zum Jahreswechsel 2023/24 die Marke DB Netze durch den neuen Unternehmensnamen abgelöst.

## Geschichte
Die Marke DB Netze war bis zur Umstrukturierung der Deutschen Bahn ein Markenname, der verschiedene Tochterunternehmen des Mutterkonzerns nach außen präsentieren sollte. Seit Ende 2007 gehörte sie neben DB Bahn und DB Schenker zu den drei Hauptmarken des Konzerns. Im Juni 2008 wurde durch den Vorstand entschieden, die Dienstleister im Rahmen der geplanten Teilprivatisierung aus der Marke DB Netze herauszulösen und nur noch die Infrastruktur darunter zusammenzufassen.
Im Zuge der Unternehmensfusion der zur Marke gehörenden DB Netz und DB Station&Service zur DB InfraGO AG wurde die Marke DB Netze aufgegeben, nachdem die Marke DB Bahn bereits 2016 aufgelöst wurde.

## Struktur
Die Marke umfasste folgende Geschäftsfelder:
- DB Netze Fahrweg: DB Netz, RegioNetz, Deutsche Umschlaggesellschaft Schiene-Straße, DB Fahrwegdienste
- DB Netze Personenbahnhöfe: DB Station&Service
- DB Netze Energie: DB Energie
- DB Netze Projektbau: DB ProjektBau (bis 2016)